# Wiedenbrügge
Wiedenbrügge è una frazione (Ortsteil) del comune di Wölpinghausen, nel land della Bassa Sassonia, in Germania.

## Storia
Già comune autonomo nel circondario di Schaumburg-Lippe, fu soppresso e incorporato a Wölpinghausen il 1º marzo 1974.